# Blues féminin
Le blues féminin s'est surtout distingué au début du XXe siècle, entre 1920 et 1929, avec des chanteuses de blues classique parmi lesquelles on peut citer : Ma Rainey, Bessie Smith, Mamie Smith, Ethel Waters, Ida Cox, Victoria Spivey, Sippie Wallace, Alberta Hunter, Clara Smith, Edith Wilson, Trixie Smith, Lucille Hegamin ou Bertha “Chippie” Hill.
Des centaines d'autres ont enregistré des albums comme Lizzie Miles, Sara Martin, Rosa Henderson, Martha Copeland, Bessie Jackson (Lucille Bogan), Edith Johnson, Katherine Baker, Margaret Johnson, Hattie Burleson, Madlyn Davis, Ivy Smith, Alberta Brown, Gladys Bentley, Billie and Ida Goodson, Fannie May Goosby, Bernice Edwards ou Florence Mills. On a donné aux chanteuses de blues de cette époque le nom de « Classic (female) blues singers ».

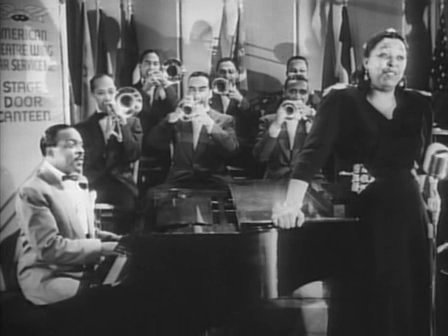
Ethel Waters avec Count Basie (1943)

Plusieurs d'entre elles firent leurs débuts très jeunes dans des spectacles de minstrel show. Mamie Smith a commencé dès l'âge de dix ans dans des troupes de danse et avec la revue The Smart Set. Ma Rainey, Bessy Smith ou Ida Cox firent partie des Rabbit's Foot Minstrels,.
Ces chanteuses de blues jouaient souvent derrière leur orchestre qui se composait généralement d'un piano, de plusieurs cuivres et une batterie. Ces femmes furent des pionnières dans l'industrie du disque car elles furent les premières femmes noires à être enregistrées mais aussi parce qu'elle furent les premières à exporter un chant basé sur les 12 mesures typique du blues. Mamie Smith fut la toute première à enregistrer un disque de blues, intitulé Crazy Blues, en 1920.
Sur scène, ces chanteuses portaient généralement des vêtements élaborés et chantaient les injustices et les douleurs de leur vie, comme celles de leurs spectateurs. Les tournées qu'elles réalisaient étaient épuisantes car elles étaient la plupart du temps sur la route. Lors du krach boursier de Wall Street en 1929, la popularité des chanteurs de blues a décliné. Certaines sont rentrées chez elles, ont repris un travail ou sont parties pour Hollywood. Dans les années 1960, avec la renaissance du blues, des artistes comme Sippie Wallace, Alberta Hunter, Edith Wilson ou Victoria Spivey sont revenues sur scène.

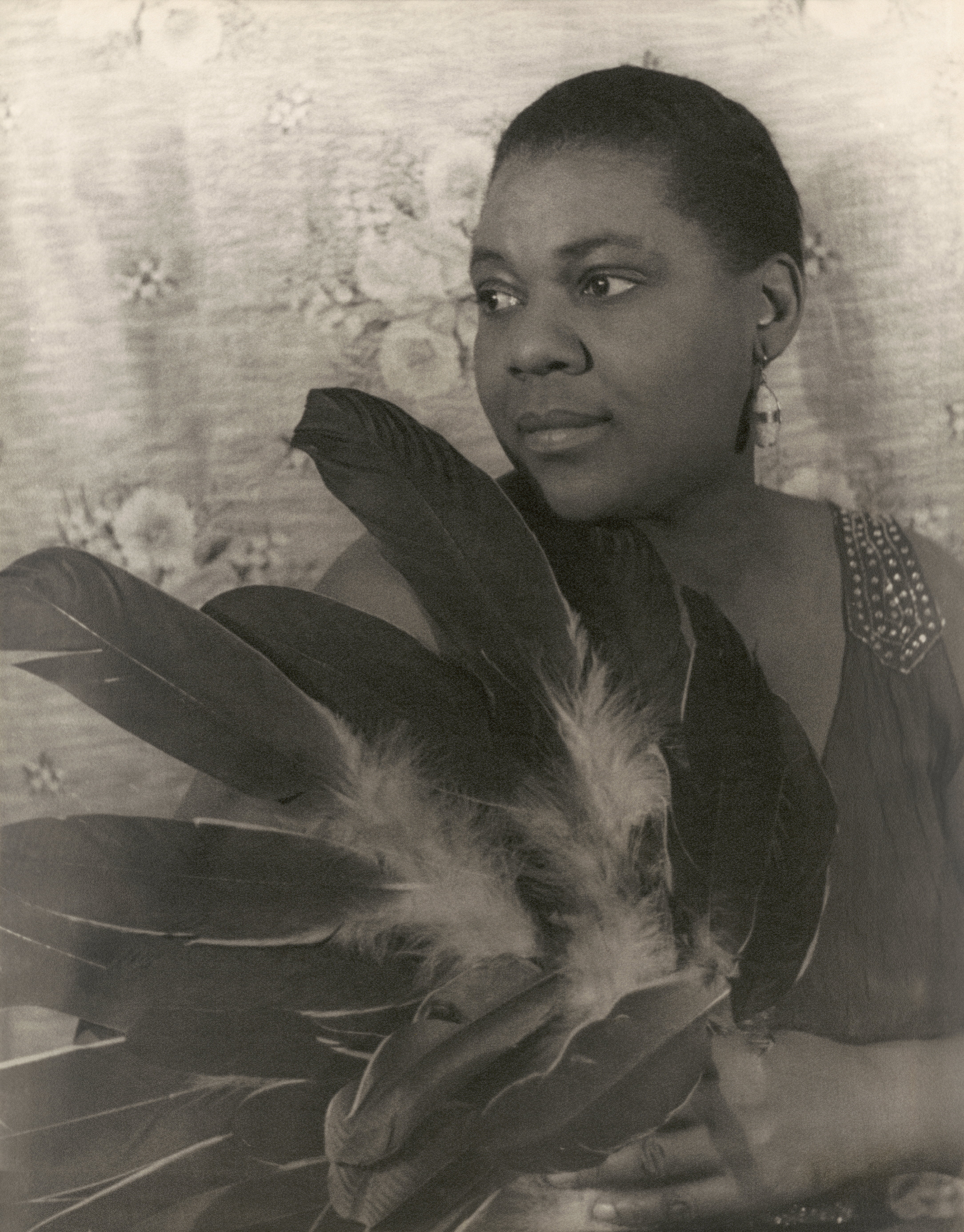
Bessie Smith "impératrice du blues"

Certaines chanteuses, plus rares, ont aussi pris la guitare pour s'accompagner, telles Memphis Minnie, Elizabeth Cotten et Sister Rosetta Tharpe.
Par la suite, les femmes se font rares dans le milieu du blues. On compte quand même quelques chanteuses et musiciennes, telles que Georgia White, Bessie Jones, Alberta Adams, Lil Green, Dinah Washington, Jessie Mae Hemphill, LaVern Baker, Koko Taylor, Big Mama Thornton, Big Maybelle, Ruth Brown, Mable John, Bonnie Raitt, Marcia Ball, Rory Block, Beth Hart, Samantha Fish ou Joanna Connor.